# 1913
Évszázadok: 19. század – 20. század – 21. század
Évtizedek: 1860-as évek – 1870-es évek – 1880-as évek – 1890-es évek – 1900-as évek – 1910-es évek – 1920-as évek – 1930-as évek – 1940-es évek – 1950-es évek – 1960-as évek
Évek: 1908 – 1909 – 1910 – 1911 –  1912 – 1913 – 1914 – 1915 – 1916 – 1917 – 1918

## Események

### Határozott dátumú események
- január 3. – Károlyi Mihály párbaja Tisza Istvánnal.[1]
- január 4. – Balogh Jenő váltja Székely Ferencet az igazságügy-miniszteri tárca élén.[2]
- január 26. – Az első Balkán-háború során az oszmán hadsereg katasztrofális vereséget szenved a bolgároktól a bulairi csatában.
- február 15. – Vízre bocsátották az Osztrák-Magyar Birodalom haditengerészetének új cirkálóját, az SMS Novarát.
- február 19. – A nők egyenjogúságáért küzdő szüfrazsett mozgalom tagjai felrobbantják a brit miniszterelnök, Lloyd George vidéki házát.
- február 22. – Kivégzik Francisco Ignacio Madero mexikói államelnököt és helyettesét, Pino Suárezt.
- február 23. – Rudolf von Montecuccolit Anton Haus váltja fel a Császári és Királyi Haditengerészet élén.[3]
- február 26. – Zichy János grófot Jankovich Béla váltja a vallás- és közoktatásügyi miniszteri székben.[2]
- március 4. – Hivatalba lép Thomas Woodrow Wilson, az Amerikai Egyesült Államok 28. elnöke.
- április 1. – Paolo Thaon di Revelt nevezik ki az Olasz Haditengerészet vezérkari főnökévé.[3]
- április 13–21. – Belgiumon általános sztrájkhullám söpör végig.
- április 30. – Új választójogi törvény Magyarországon.[4]
- május 3. – II. Vilmos német császár javaslatára a császári haditengerészeten belül felállítanak két önálló tengeri repülő-alegységet, ez a nap a német tengeri repülés születésnapja. (A Berlin melletti Johannisthalban megalakul a haditengerészeti léghajóosztály, míg a Danzig melletti Putzigban a haditengerészeti repülőosztály.)[5]
- május 23. – Václav Klofáč, a Cseh Nemzeti Szocialista Párt vezetője a bécsi parlamentben kijelenti, miszerint „A németek és magyarok monarchiája továbbra is lehetetlenség, és katasztrófát eredményezhet. Mi, csehek követeljük azt a helyet, amely bennünket ebben az államban megillet.”[6]
- május 30. – A londoni békével véget ér az első balkáni háború. (Az Oszmán Birodalom szinte egész európai területét elveszti. Független új államként elismeri Albániát.[7] Bulgária a Balkán legnagyobb államává válik.)[8]
- június 10. – Megalakul Tisza István második kormánya.[2]
- június 14. – Egyesülnek a függetlenségi pártok, Károlyi Mihály az új párt ügyvezető elnöke.[1]
- június 29. – Macedónia felosztása miatt kirobban a második Balkán-háború. (A bolgárok megtámadják a Macedóniában lévő szerb és görög csapatokat, hogy megszerezzék Macedóniát. A háború bolgár vereséggel zárul.)[8]
- július 21. – Egyiptomban a kormány új alkotmányt vezet be.
- július 26. – A csehországi tartományi gyűlést  ötéves  működésképtelenség után feloszlatják, helyébe tartományi közigazgatási bizottságot állítanak.[6]
- július 29.
  - Andrej Hlinka elnök vezetésével Zsolnán végérvényesen megalakul a Szlovák Néppárt, mely a katolikus szlovákság ellenzéki pártja kíván lenni.[6]
  - A londoni nagyköveti konferencia véglegesen is elismeri az önálló Albán Fejedelemséget.[9]
- augusztus 10. – A bukaresti béke lezárja a második Balkán-háborút. (Macedóniának a továbbiakban csak kis része tartozik Bulgáriához. A Balkán-háborúk eredményeként Szerbia területe 48,3 ezer km²-ről 87,4 ezer km²-re, lakossága 3 millióról 4,5 millióra, Montenegró területe 9 ezer km²-ről 14,24 ezer km²-re, lakossága 275 ezerről 500 ezerre nő.)[8]
- szeptember 10. – Megnyitják a Lincoln Highway-t az első szilárd burkolatú közutat az Egyesült Államok keleti és nyugati partja között.
- október 1. – A Pancho Villa vezette mexikói forradalmárok elfoglalják Torreónt.
- október 12. – Ferenc József ratifikálja a német–olasz–osztrák–magyar haditengerészeti megállapodást.[3]
- október 17.
  - Lezuhan a Ferdinand von Zeppelin által tervezett léghajó.
  - Osztrák-magyar ultimátum Szerbiának Albánia kiürítésére.[8]
- november 1. – Hatályba lép a hármas szövetség második haditengerészeti megállapodása.[3]
- november 9. – Elsüllyed a SS Argus szénszállító gőzhajó.
- november 26. – Kompromisszum a magyar kormány és a horvát-szerb koalíció között. (A kormány megígéri az alkotmányosság visszaállítását, a vasúti szabályzat horvátokra sérelmes rendelkezésinek visszavonását. Cserébe a koalíció elfogadja a dualizmus fennálló formáját, s vállalja a pénzügyi egyezmény ideiglenes, 1915. májusáig tartó meghosszabbítását.)[8]
- november 27. – Skerlecz Iván báró kerül a horvát báni székbe.[10]
- december 16. – Választások Horvátországban, amelyen a horvát-szerb koalíció abszolút többséget szerez.[8]

### Határozatlan dátumú események
- az év folyamán –
  - Károlyi István vezetésével egyesül a képviselőházban lévő függetlenségi frakció.
  - Galíciában Wincenty Witos megalapítja a „Piast” Lengyel Parasztpártot.[11]

## Az év témái

### 1913 a festészetben
- Elkészül Umberto Boccioni Az izmok dinamizmusa című futurista bronzszobra.
- Max Liebermann német impresszionista festő megfesti a Tavasz a Wannsee mellett című képét.
- Kazimir Malevics orosz avantgárd festő megfesti a Fekete négyzet fehér alapon című alkotását.

### 1913 a filmművészetben
- The Squaw Man címmel elkészül az első hollywoodi játékfilm.
- Elkészül az első Charlie Chaplin-film.
- Traffic in Souls – rendező George Loane Tucker
- Les Miserables (Nyomorultak) – rendező Albert Capellani
- Der andere (A másik) – rendező Max Mack
- Ali rózsáskertje – rendező Damó Oszkár
- Márta – rendező ifj. Uher Ödön
- A papagáj – rendező Góth Sándor
- Rablélek – rendező Kertész Mihály
- Sárga csikó – rendező Félix Vanyl[12]

### 1913 az irodalomban
- Megjelenik Ady Endre verseskötete, a Magunk szerelme.
- Megjelenik Guillaume Apollinaire Szeszek című verseskötete.
- Babits Mihály megjelenteti Dante-fordításának első kötetét, a Pokolt, valamint A gólyakalifa regényét.
- Megjelenik Franz Kafka Az ítélet című regénye.
- Marcel Proust francia író írni kezdi Az eltűnt idők nyomában című regényciklusát.[13]
- Színpadra viszik George Bernard Shaw Pygmalionját
- Megjelenik Tóth Árpád első kötete, a Hajnali szerenád.

### 1913 a sportban
- Az FTC nyerte a labdarúgó-bajnokságot. Ez volt a klub nyolcadik bajnoki címe.

### 1913 a tudományban
- Megjelenik B. Russell és A.N.Whitehead Principa mathematica című művének harmadik kötete.
- Niels Bohr dán fizikus megalkotja atommodelljét.
- Albert Schweitzer Afrikában kórházat alapít.
- október 7-én a Ford Highland Parki gyárában elindítják az első futószalagot.
- Pittsburghban megnyílik az első benzinkút.

### 1913 a vallásban
- június 16. – Tours-i Szent Márton ereklyéjét Mikes János püspök ünnepélyesen a szombathelyi székesegyházba hozza.

### 1913 a zenében
- Az USA déli államaiban, főleg New Orleansban a fehér és a fekete kultúra találkozásából megszületik a dzsessz.

## Születések
- január 5. – Molnár István, olimpiai bajnok vízilabdázó († 1983)
- január 6. – Edward Gierek, lengyel kommunista politikus († 2001)
- január 9. – Richard Milhous Nixon, az Amerikai Egyesült Államok 37. elnöke († 1994)
- január 10. – Gustáv Husák, szlovák kommunista politikus, 1975 és 1989 között Csehszlovákia államfője († 1991)
- január 10. – Mehmet Shehu, albán politikus († 1981)
- január 15. – Lloyd Bridges, amerikai színész († 1998)
- január 25. – Witold Lutosławski, zeneszerző († 1994)
- január 31. – Walter Winterbottom angol labdarúgó, edző († 2002)
- február 27. – Irwin Shaw, amerikai író († 1984)
- március 10. – Kovács Imre, politikus, író († 1980)
- március 14. – Osvaldo Moles, brazil újságíró († 1967)
- március 18. – Werner Mölders német vadászrepülő pilóta († 1941)
- március 22. – Sabiha Gökçen Törökország első női pilótája, a világ első női harci pilótája, Mustafa Kemal Atatürk  örökbe fogadott gyermeke († 2001)
- március 26. – Erdős Pál, matematikus († 1996)
- április 8. – Kővágó József katonatiszt, mérnök, politikus, polgármester († 1996)
- április 24. – Jékely Zoltán, költő, író, műfordító († 1982)
- május 23. – Brandi Jenő, olimpiai bajnok vízilabdázó († 1980)
- május 27. – Wols, eredeti nevén Alfred Otto Wolfgang Schulze, német festő, grafikus és fotográfus († 1951)
- június 1. – Sőtér István, író, irodalomtörténész († 1988)
- június 6. – Gobbi Hilda, Kossuth-díjas magyar színésznő († 1988)
- június 18. – Oswald Teichmüller, matematikus († 1943)
- június 19. – Gyurkovics Mária, Kossuth-díjas magyar operaénekes († 1973)
- június 22. – Weöres Sándor, Kossuth-díjas magyar író, költő († 1989)
- június 30. – Vayer Lajos, művészettörténész († 2001)
- július 14. – Gerald Ford, az Amerikai Egyesült Államok 38. elnöke († 2006)
- július 17. – Hazai Kálmán, olimpiai bajnok vízilabdázó († 1996)
- július 29. – Szőkefalvi-Nagy Béla, matematikus († 1998)
- július 31. – Kosáry Domokos, Széchenyi-díjas magyar történész, az MTA volt elnöke († 2007)
- augusztus 12. – Tarján Róbert, orvos, az orvostományok doktora († 1979)
- augusztus 13. – III. Makariosz érsek, Ciprus első elnöke († 1977)
- augusztus 14. – Gáti Ödön sütőmunkás († 1978)
- augusztus 16. – Menáhém Begín, izraeli miniszterelnök († 1992)
- augusztus 17. – Kurnik Ernő agrármérnök, növénynemesítő, az MTA tagja († 2008)
- augusztus 20. – Varsányi István, a lengyel nyelv nyelvtanára, műfordító, embermentő a II. világháború idején († 1981)
- augusztus 26. – Bulla Elma, Kossuth-díjas magyar színésznő († 1980)
- szeptember 5. – Donáth Ferenc politikus, történész, agrárközgaszdász († 1986)
- szeptember 7. – Papp Bertalan, kétszeres olimpiai bajnok kardvívó († 1992)
- szeptember 12. – Jesse Owens, amerikai atléta, négyszeres olimpiai bajnok († 1980)
- szeptember 23. – Tarics Sándor, olimpiai bajnok vízilabdázó, építészmérnök († 2016)
- október 8. – Rónay György, író, költő († 1978)
- október 10. – Joe Simon amerikai képregényíró, rajzoló és szerkesztő († 2011)
- október 15. – Wolfgang Lüth német tengeralattjáró kapitány († 1945)
- október 16. – Harangi Imre, olimpiai bajnok ökölvívó († 1979)
- október 19. – Forrai Miklós, karmester, énektanár († 1998)
- október 22. – Robert Capa, (Friedmann Endre) magyar származású fotóművész († 1954)
- október 23. – Geisler Eta hímzőnő, illegális kommunista agitátor († 1931)
- október 25. – Klaus Barbie egy SS-Hauptsturmführer, katona és Gestapo-tag volt († 1991)
- november 3. – Rökk Marika, színész-táncosnő, operett primadonna († 2004)
- november 4. – Ságvári Endre, jogász, ellenálló († 1944)
- november 7. – Albert Camus, francia író († 1960)
- november 14. – Faragó György magyar zongoraművész († 1944)
- november 15. – Mijagucsi Szeidzsi, japán színész († 1985)
- november 18. – Rozsda Endre, magyar-francia szürrealista festő († 1999)
- november 22. – Benjamin Britten, angol zeneszerző († 1976)
- november 27. – Benda Kálmán, történész († 1994)
- december 7. – Szántó Piroska festőművész († 1998)
- december 11. – Jean Marais francia színész († 1998)
- december 16. – Kovács István atomfizikus, az MTA tagja, a molekulaspektroszkópia kiemelkedő tudósa († 1996)
- december 18. – Gyóni Mátyás történész, bizantinológus († 1955)
- december 18. – Willy Brandt Nobel-békedíjas német szociáldemokrata politikus, a Német Szövetségi Köztársaság kancellárja († 1992)
- december 23. – Anna Margit magyar festőművésznő († 1991)

## Halálozások
- január 2. – Léon Teisserenc de Bort francia meteorológus (* 1855)
- február 8. – John George Brown(wd) angol-amerikai festő (* 1831)
- február 22. – Ferdinand de Saussure svájci nyelvész (* 1857)
- március 11. – Lengyel Béla vegyész, akadémikus, egyetemi tanár (* 1844)
- március 11. – Ábrányi Kornél író, újságíró (* 1849)
- április 8. – Kőnig Gyula magyar matematikus, az MTA tagja (* 1849)
- május 2. – Láng Adolf építész, a magyar historizmus képviselője (* 1848)
- július 4. – Klösz György fényképész (* 1844)
- augusztus 2. – Pfaff Ferenc építész (* 1851)
- augusztus 9. – Szinnyei József bibliográfus, könyvtáros, irodalomtörténész (* 1830)
- augusztus 29. – Ivanóczy Ferenc író, szlovén politikai vezető, Muraszombat esperese (* 1857)
- szeptember 15. – Vámbéry Ármin orientalista, egyetemi tanár (* 1832)
- szeptember 30. – Rudolf Diesel német mérnök (* 1858)
- augusztus 19. – Allaga Géza cselló- és cimbalomművész, zeneszerző (* 1841)
- november 22. – Tokugava Josinobu, az utolsó japán sógun (* 1837)
- december 8. – Rudnyánszky Gyula magyar költő és hírlapíró. (* 1858)

## Nobel-díjasok
- A Nobel-díjat a svéd Alfred Nobel alapította, 1901 óta adják át, melyet a Svéd Királyi Tudományos Akadémia ítél oda a tudomány, az irodalom és humanitárius területen kimagasló eredményt elért magánszemélyeknek, illetve intézményeknek.

| Fizikai            | Heike Kamerlingh Onnes, holland fizikus    |
| Kémiai             | Alfred Werner svájci kémikus               |
| Orvosi-fiziológiai | Charles Richet, francia orvos, fiziológus  |
| Irodalmi           | Rabindranáth Tagore, indiai író            |
| Béke               | Henri La Fontaine, belga jogász, politikus |

## Európai időjárás
Hideg, esős nyár június végétől augusztus végéig, csekély, savanykás és késői szőlőtermés.